# 7708 Fennimore
7708 Fennimore este un asteroid din centura principală, descoperit pe 11 aprilie 1994, de Seiji Ueda și Hiroshi Kaneda.